# العلاقات الغواتيمالية الليبيرية
العلاقات الغواتيمالية الليبيرية هي العلاقات الثنائية التي تجمع بين غواتيمالا وليبيريا.

## مقارنة بين البلدين
هذه مقارنة عامة ومرجعية للدولتين:
| وجه المقارنة                                              | غواتيمالا       | ليبيريا      |
| --------------------------------------------------------- | --------------- | ------------ |
| المساحة (كم2)                                             | 108.89 ألف      | 111.37 ألف   |
| عدد السكان (نسمة)                                         | 17.26 مليون     | 4.73 مليون   |
| الكثافة السكانية (ن./كم²)                                 | 158.51          | 42.47        |
| العاصمة                                                   | غواتيمالا       | مونروفيا     |
| اللغة الرسمية                                             | اللغة الإسبانية | لغة إنجليزية |
| العملة                                                    | كتزال غواتيمالي | دولار ليبيري |
| الناتج المحلي الإجمالي (بليون دولار)                      | 75.62 مليار     | 2.16 مليار   |
| الناتج المحلي الإجمالي (تعادل القوة الشرائية) بليون دولار | 126.21 مليار    | 3.76 مليار   |
| الناتج المحلي الإجمالي الاسمي للفرد دولار أمريكي          | 3.90 ألف        | 455          |
| الناتج المحلي الإجمالي للفرد دولار أمريكي                 | 7.45 ألف        | 842          |
| مؤشر التنمية البشرية                                      | 0.627           | 0.430        |
| رمز المكالمات الدولي                                      | +502            | +231         |
| رمز الإنترنت                                              | .gt             | .lr          |
| المنطقة الزمنية                                           | 00              | 00           |

## منظمات دولية مشتركة
يشترك البلدان في عضوية مجموعة من المنظمات الدولية، منها:
| علم المنظمة | اسم المنظمة                               | تاريخ انضمام غواتيمالا | تاريخ انضمام ليبيريا |
| ----------- | ----------------------------------------- | ---------------------- | -------------------- |
|             | مؤسسة التنمية الدولية                     | 27 أبريل 1961          | 28 مارس 1962         |
|             | مؤسسة التمويل الدولية                     | 20 يوليو 1956          | 28 مارس 1962         |
|             | منظمة حظر الأسلحة الكيميائية              | ?                      | ?                    |
|             | الأمم المتحدة                             | 21 نوفمبر 1945         | 2 نوفمبر 1945        |
|             | الاتحاد الدولي للاتصالات                  | 10 يوليو 1914          | 10 أكتوبر 1927       |
|             | منظمة الشرطة الجنائية الدولية             | ?                      | ?                    |
|             | البنك الدولي للإنشاء والتعمير             | 28 ديسمبر 1945         | 28 مارس 1962         |
|             | الاتحاد البريدي العالمي                   | ?                      | ?                    |
|             | المركز الدولي لتسوية المنازعات الاستشارية | 20 فبراير 2003         | 16 يوليو 1970        |
|             | وكالة ضمان الاستثمار متعدد الأطراف        | 11 يوليو 1996          | 12 أبريل 2007        |
|             | يونسكو                                    | 2 يناير 1950           | 6 مارس 1947          |

## وصلات خارجية
- موقع وزارة الخارجية الغواتيمالية
- موقع وزارة الخارجية الليبيرية